# Ukrainska folkpartiet
Ukrainska folkpartiet var ett politiskt parti i Ukraina, bildat 1999 som Ukrainas folkrörelse, av avhoppare från Folkrörelsen för Ukraina. Partiledare var Jurij Kostenko.
I valet den 30 mars 2002 ingick partiet i Viktor Jusjtjenko-alliansen Vårt Ukraina.
För att undvika sammanblandning med det parti man tidigare lämnat så bytte man, i januari 2003, namn till det nuvarande.
Den 26 mars 2006 ingick Ukrainska folkpartiet i valalliansen Ukrainska nationella blocket - Kostenko och Pliusj.
2007 ingick man i valalliansen Vårt Ukraina - Folkets självförvarsblock. Partiet blev upplöst 2013.